# Pomaré II.

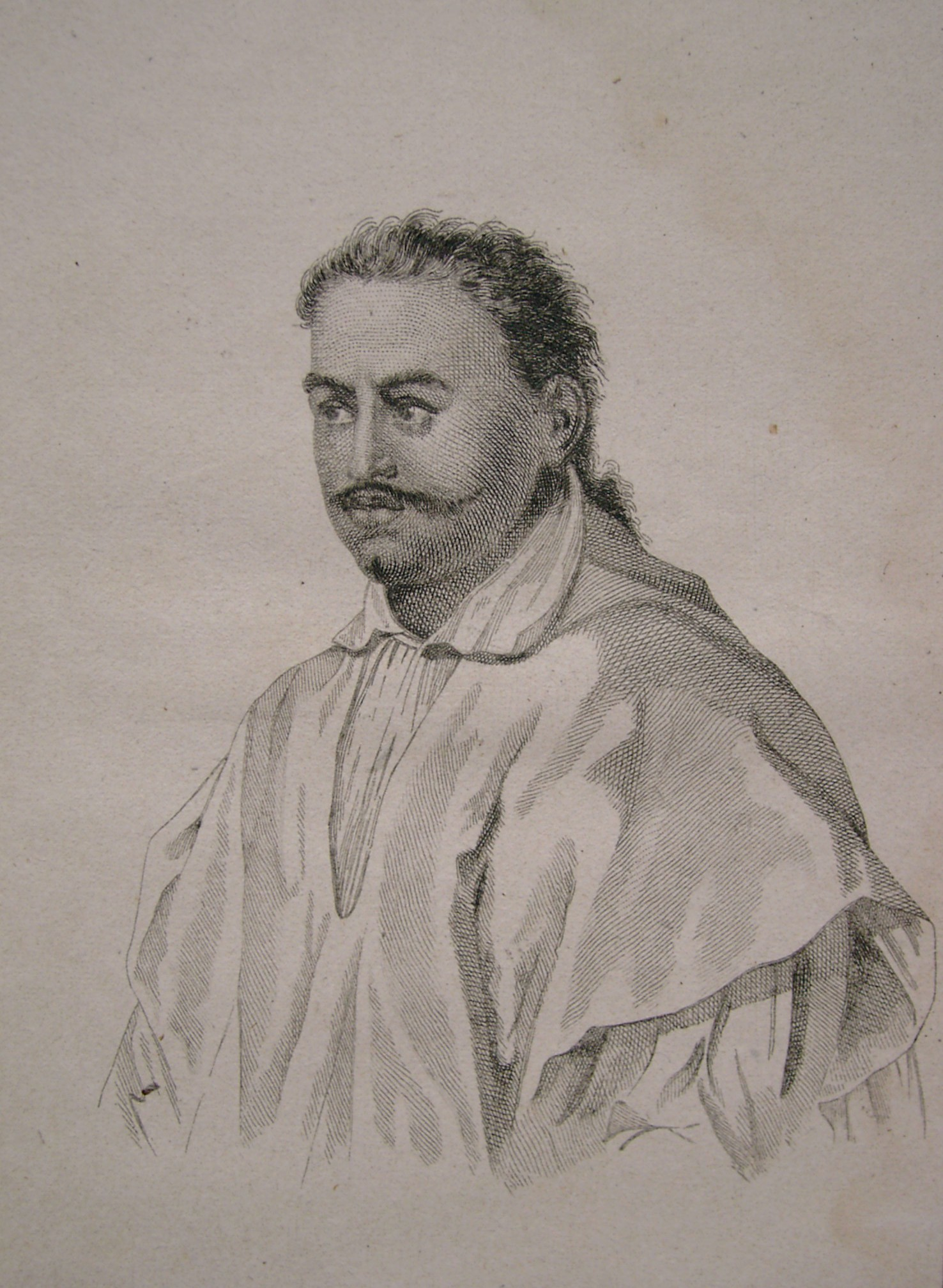
Pomaré II. in christlichem Gewand

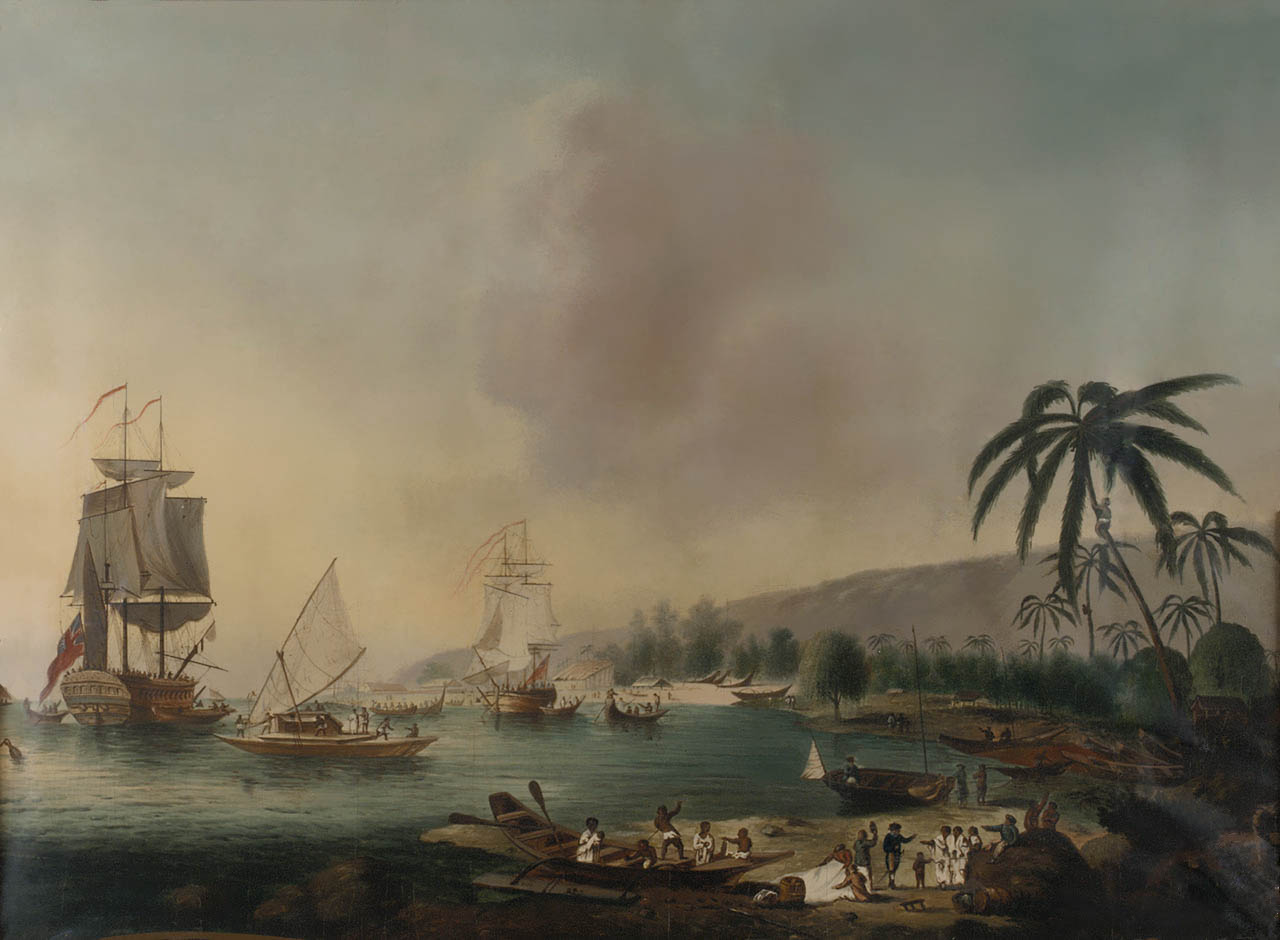
Matavai-Bucht in Tahiti

Tunuieaite atua (* um 1782; † 7. Dezember 1821 in Motuuta auf Moorea) war als Pomaré II. von 1791 bis 1821 König von Tahiti.

## Herkunft und Familie
Er war Sohn des "ari'i rahi" (König oder Haupt-Chef) Tunuieaite atua i Tarahoi, genannt „Vairatoa“ oder „Tu“, den Kapitän Cook „Otoo“ nannte, und seiner Frau Tetuanui reia i te rai.
Seine erste Frau war Tetua i Tefana i Ahurai (1782–1802), Tochter von Auo terere atua. Seine 2. Frau war Terito i te rai Tere moemoe Tera vahine, geboren etwa 1792, gestorben im April 1867, Tochter von Tamatoa III., König von Raiatea und Tahaa, und seiner Frau Turaiarii Tetua vahine. 1811 heiratete Pomaré II. dann die Schwester von Terito, Teriitaria Ariipaia vahine, die Königin von Huahine, geboren 1790 auf Raiatea, gestorben 1858 in Papeete. Sie war nach dem Tod von Pomaré II. Vormundschafts-Regentin von Tahiti, bis ihr Sohn Teriitaria Pomaré König Pomaré III. 1827 im Alter von nur 7 Jahren verstarb.

## Geschichte
Schon mit seinem Vater Otoo beteiligte sich der junge „Tu“ an den blutigen Machtkämpfen der Familien-Clans um die Führungsrolle auf Tahiti. Er führte sie während seiner Regentschaft vehement weiter, sodass die durch die Seefahrer eingeschleppten neuen Krankheiten und Epidemien stark dezimierte Bevölkerung des Archipels noch weiter zurückging. Seit der Ankunft von Kapitän Samuel Wallis mit der Dolphin im Jahre 1767 und den Missionaren von der Londoner Missionary Society mit der „Duff“ im März 1797 und einer Volkszählung im Jahre 1892 schrumpfte die Bevölkerung von ehemals geschätzten 120.000 auf 10.927 Einwohner.
Da die inzwischen angesiedelten Briten auf der Behandlung von Pomaré, so nannten ihn die Missionare, als König von ganz Tahiti bestanden, konnte ein machtpolitisches Ungleichgewicht entstehen, das zu weiteren Auseinandersetzungen führte.
Nach dem Tod seines Vaters Vairatoa zog sich der junge „Tu“ zunächst auf die Nachbarinsel Eimeo (Moorea) zurück. Dort gab dann er seine bisherige traditionelle Religion auf und kam 1812 als bekennender Christ nach Tahiti zurück. Mit Hilfe der Missionare und ausgestattet mit Pistolen und Musketen, besiegte er Opuhara aus der Familie von Amo, dem einflussreichen Clanchef von Papara und der inneren Teva-Bezirke. Durch geschickte Heirat konnte Pomaré seine Machtstellung weiter ausbauen. Er starb am 7. Dezember 1821 in Motuuta auf Moorea.

## Nachkommen
- Aimata Pomaré IV. (1813–1877)
- Teinaiti Pomaré (1817–1819)
- Teriitaria Pomaré III. (1820–1827)

Pomaré II. wurde eine Briefmarke von Französisch-Polynesien gewidmet.

## Weblink
- http://www.pseudopodium.org/repress/tahiti/index.html

| Vorgänger | Amt                        | Nachfolger  |
| --------- | -------------------------- | ----------- |
| Pomaré I. | König von Tahiti 1791–1821 | Pomaré III. |

| Personendaten    | Personendaten                    |
| ---------------- | -------------------------------- |
| NAME             | Pomaré II.                       |
| ALTERNATIVNAMEN  | Atua, Tunuieaite                 |
| KURZBESCHREIBUNG | König auf Französisch-Polynesien |
| GEBURTSDATUM     | um 1782                          |
| STERBEDATUM      | 7. Dezember 1821                 |
| STERBEORT        | Motuuta auf Moorea               |